# Araneus granadensis
Araneus granadensis är en spindelart som först beskrevs av Eugen von Keyserling 1864.  Araneus granadensis ingår i släktet Araneus och familjen hjulspindlar. Inga underarter finns listade i Catalogue of Life.